# Университет Макмерри
Университет Макмерри (англ. McMurry University) — американский частный методистский университет в Абилине, штат Техас.
Университет основан в 1923 году и назван в честь Уильяма Флетчера Макмерри. Он аккредитован Commission on Colleges of the Southern Association of Colleges and Schools, Техасским агентством по образованию, Сенатом Объединённой методистской церкви, Национальной лигой медсестер и Советом медсестер штата Техас.

## История
Основателем первоначально колледжа был Джеймс Уинфред Хант (1875—1934), методистский священник и бывший президент техасского Стэмфордского колледжа (Stamford College). В 1920 году совет по образованию Northwest Texas Conference проголосовал за создание колледжа в Абилине. Хант был назначен уполномоченным лицом от нового колледжа, и он приступил к сбору средств. К ноябрю 1921 года было собрано достаточно денег, был избран попечительский совет и Джеймс Хант стал первым президентом колледжа, устав которого был утверждён 21 ноября 1921 года. Колледж Макмерри открылся 20 сентября 1923 года со 191 студентами, а также с 22 преподавателями и сотрудниками. Гораздо позже ему был присвоен статус университета.

## Деятельность
Университет предлагает образование по сорока пяти специальностям в области изящных искусств; гуманитарных, социальных и естественных наук; образования, бизнеса и религии, а также девять предпрофессиональных программ, включая сестринское дело, стоматологию, медицину, фармакологию, ветеринарию и право.
В вузе обучается 1145 студентов, из них 27 процентов составляют учащиеся-методисты. 95 процентов всех студентов — из штата Техас. 98 процентов студентов первого курса получают финансовую помощь. 53 процента студентов живут в кампусе. Соотношение количества студентов и преподавателей составляет 13:1. 91 процент преподавателей имеют учёную степень.
Талисманом Университета Макмерри являются «Боевые ястребы» (War Hawks, использовано имя индейцев Сауки). В августе 2005 года Национальная студенческая спортивная ассоциация приняла решение, призывающее восемнадцать университетов с талисманами коренных американцев изменить свои имена или заручиться поддержкой индейских племен. Университет Макмерри входил в этот список — имя индейцев было выбрано им как дань уважения первому президенту университета Дж. У. Ханту, выросшему в индейской резервации на индейской территории. В результате судебных разбирательств Университет Макмерри отказался от использования этого имени в названии команд, сохранив его как свой талисман и добавив слово «Боевые».

### Президенты
- 1923—1934 − J. W. Hunt
- 1934 − O. P. Clark
- 1934—1935 − Cluster Q. Smith
- 1935—1938 − Thomas W. Brabham
- 1938—1942 − Frank L. Turner
- 1942—1958 − Harold G. Cooke
- 1958—1970 − Gordon R. Bennett
- 1970—1993 − Thomas K. Kim

### Выпускники
В числе известных выпускников Университета Макмерри: политолог Валдимер Кей, окружной судья Хорхе Солис, политик Сара Веддингтон, писатель Уильям Уорд, актриса Шарлин Холт.